# Ундасинов Нуртас Дандібайович
Нуртас (Нурмухамед) Дандібайович Ундасинов (каз. Нұртас Дәндібайұлы Ондасынов; 26 жовтня 1904 — 1 листопада 1989) — радянський партійний і державний діяч, голови Ради народних комісарів та голова Ради міністрів Казахської РСР від 1938 до 1951 року, голова Президії Верховної ради Казахської РСР від 1954 до 1955 року. Член Центральної Ревізійної Комісії ВКП(б) (1939—1952). Депутат Верховної Ради СРСР 1—4-го скликань (у 1941—1958).

## Життєпис
Народився 13(26) жовтня 1904 року в аулі Учкаюк Пішпекського повіту Сирдар'їнської області (тепер — Південно-Казахстанської області) в родині селян-бідняків. Походив із казахського роду Жетимдер племені Конграти.
До 1916 року навчався в аульній школі. З 1916 року працював у власному господарстві. У 1917 році загинув батько Нуртаса і родина переїхала на станцію Келес Ташкентської залізниці, де проживала в пункті допомоги голодуючим. Нуртас Ундасинов до осені 1920 року працював чорноробом на мийці вовни та на цегельному заводі станції Келес.
З 1920 року проживав у інтернаті міста Ташкента. У 1921 році вступив до комсомолу. У 1922—1927 роках — слухач підготовчого відділення та студент Ташкентського лісового технікуму.
Член ВКП(б) з 1926 року.
У 1927 році працював помічником лісника Михайлівського лісництва Казакської АРСР. У 1927—1928 роках — статистик Кзил-Ординського окружного відділу водного господарства в Казакській АРСР. У 1928 році — молодший технік Таласької пошукувальної партії. У 1928—1930 роках — техник із вишукування Чимкентського окружного управління водного господарства Казакської АРСР.
У 1930—1933 роках навчався в Середньоазійському інституті інженерів і техніків іригації у Ташкенті. Закінчив три курси.
У 1933—1934 роках — викладач, заступник директора, директор Курсів директорів радгоспів; директор робітничого факультету в Середній Азії.
У жовтні 1934 — серпні 1936 року — заступник керуючого, керуючий Казахського лісогосподарського тресту Казахської АРСР.
У серпні 1936 — лютому 1938 року — начальник Управління із лісонасаджень, начальник Управління лісами місцевого значення Народного комісаріату землеробства Казахської РСР.
У лютому — липні 1938 року — виконувач обов'язків голови виконавчого комітету Східноказахстанської обласної ради депутатів трудящих.
17 липня 1938 — вересень 1951 року — голова Ради народних комісарів (від 15 березня 1946 — Рада міністрів) Казахської РСР.
У 1951—1954 роках — слухач Вищої партійної школи при ЦК ВКП(б) у Москві.
23 березня 1954 — 31 березня 1955 року — голова Президії Верховної Ради Казахської РСР.
У квітні 1954 — лютому 1957 року — голова виконавчого комітету Гур'ївської обласної ради депутатів трудящих Казахської РСР.
У лютому 1957 — квітні 1962 року — 1-й секретар Гур'ївського обласного комітету КП Казахстану.
З квітня 1962 року — на пенсії. Брав участь у видавництві казахсько-арабських словників.

## Нагороди
- три ордени Леніна (15.02.1939, 1945, 1947)
- два ордени Трудового Червоного Прапора (1941, 1959)
- медалі